# Igreja de Santa Maria em Monti
Santa Maria ai Monti ou Santa Maria dei Monti ou Igreja de Santa Maria em Monti é uma igreja titular em Roma, Itália, dedicada à Virgem Maria. É uma igreja paroquial de 1824, servida pelo clero diocesano, e titular desde 1960.
O cardeal-presbítero protetor do título de Santa Maria no Monte é Jorge Liberato Urosa Savino.

## História
Situada num aclive sobre os antigos fóruns de Roma, perto da Via Cavour, esta igreja foi encomendada pelo papa Gregório XIII em 1580 para celebrar a descoberta de uma milagrosa imagem do século XV de Nossa Senhora com os santos Lourenço e Estêvão ("Madonna dei Monti") nas ruínas de um convento vizinho das freiras clarissas e que atualmente está no altar-mor. Uma cópia é levada em procissão pelas ruas da região todo dia 26 de abril.
O edifício foi projetado por Giacomo della Porta com uma fachada inspirada pelo seu trabalho anterior na Igreja de Jesus (Il Gesú). A fachada, reformada em 1991/2, tem duas pilastras coríntias com volutas. Sobre a porta está uma dedicatória e nichos votivos. A obra foi continuada por Carlo Lombardi e Flaminio Ponzio. Desta época são as estátuas de Giovanni Anguilla sobre os quatro grandes profetas do Antigo Testamento nos nichos da cúpula (1599).
A abside foi decorada por Giacinto Gimignani e Cristoforo Casolani, que também é autor dos afrescos "Quatro Evangelistas" no interior da cúpula e "A Assunção, Anjos e Doutores da Igreja" (1624) no teto da nave. Em cada uma das oito seções do interior da cúpula estão cenas da "Vida de Maria", de autores diversos, ao passo que nas abóbadas e arcos das capelas estão anjos em estuque de Ambrogio Buonvicino. Na primeira capela à direta estão os afrescos "São Carlos Borromeo" e "Madona com o Menino" com o Santo" (1624), de Giovanni da San Giovanni. Na terceira está "Caminho do Calvário", de Paris Nogari. O altar-mor abriga a famosa imagem da "Madona com o Menino e os Santos Lourenço e Estêvão", do início do século XV. Na terceira capela da esquerda está uma "Natividade", de Girolamo Muziano, ladeada por "Adoração dos Magos" e "Sonho de São João", ambos de Cesare Nebbia. Na primeira capela a esquerda (norte) esta "Anunciação" (1588) de Durante Alberti.
Em 1634, o cardeal Antonio Barberini, o Sênior, construiu o Palazzo dei Neofiti para abrigar os estudantes do Collegio dei Neofiti.
São Bento José Labre passou mal nesta igreja em 1783, morreu numa casa atrás da igreja e foi enterrado sob o altar do braço norte do transepto. Uma efígie dele foi colocada ali por Achille Albacini em 1892 e sua festa litúrgica é celebrada em Santa Maria no dia 16 de abril.
Inscrições na igreja recordam outras conexões da igreja com pessoas notáveis. São José Calasanz, fundador da Ordem dos Escolápios, depois de chegar em Roma, em 1592, vinha frequentemente até Santa Maria para rezar perante a imagem milagrosa. A pedido do papa Bento XIII, a igreja e o altar foram rededicatos em 1728 pelo esmoleiro do papa, arcebispo Nicola Saverio Albini, bispo de Leuce. São Paulo da Cruz, fundador da Ordem dos Passionistas, rezava a missa ali sempre que estava em Roma entre os anos de 1745 e 1767. Santo Afonso de Ligório, fundador da Ordem dos Redentoristas, também rezou a missa entre 25 de abril e 21 de junho de 1762 como convidado da Congregazione dei Pii Operai, que ensinava na escola para os catecúmenos vizinha. São Vicente Pallotti, fundador da União do Apostolado Católico em 1835, era devoto da Madonna dei Monti e de São Bento José Labre, sepultado ali. O cardeal Vicenzo Pecci, posteriormente papa Leão XIII, doou dinheiro de sua família em 1856 aos membros da Sociedade de São Vicente de Paula, que atendiam os enfermos empobrecidos na igreja. O papa São João Paulo II visitou a igreja em 8 de março de 1987.

## Galeria

Imagens da igreja
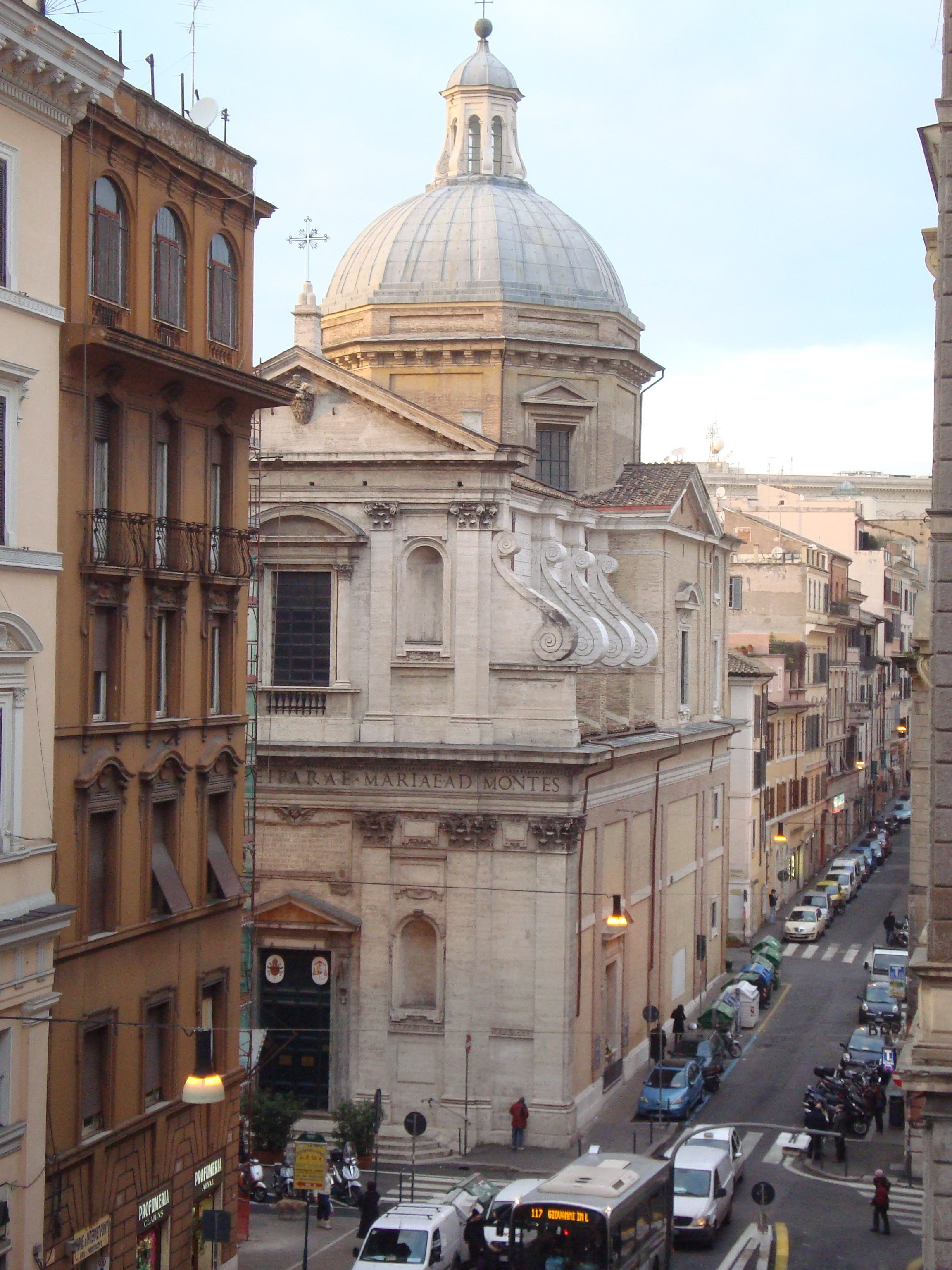
Vista da igreja
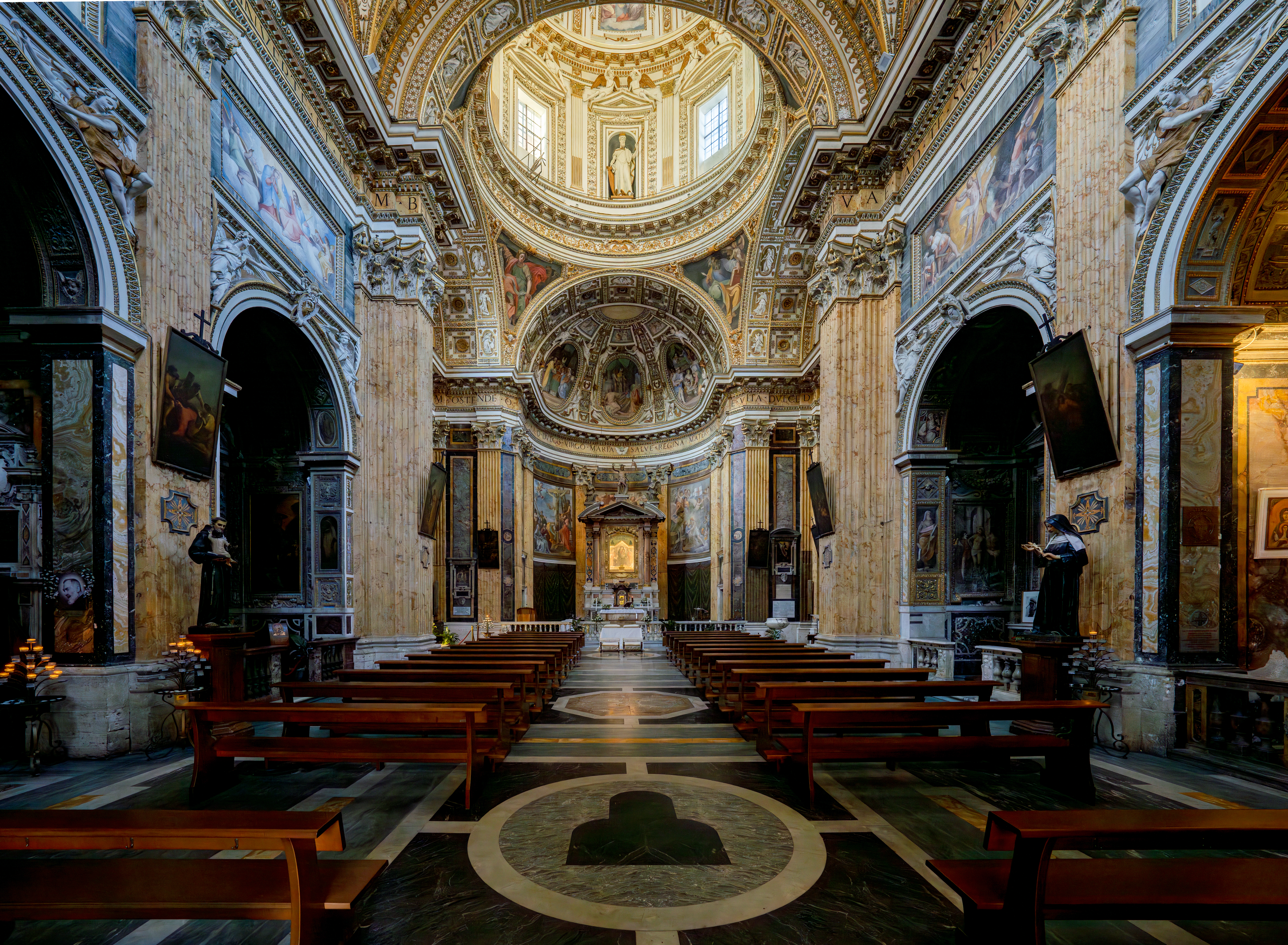
Vista do interior
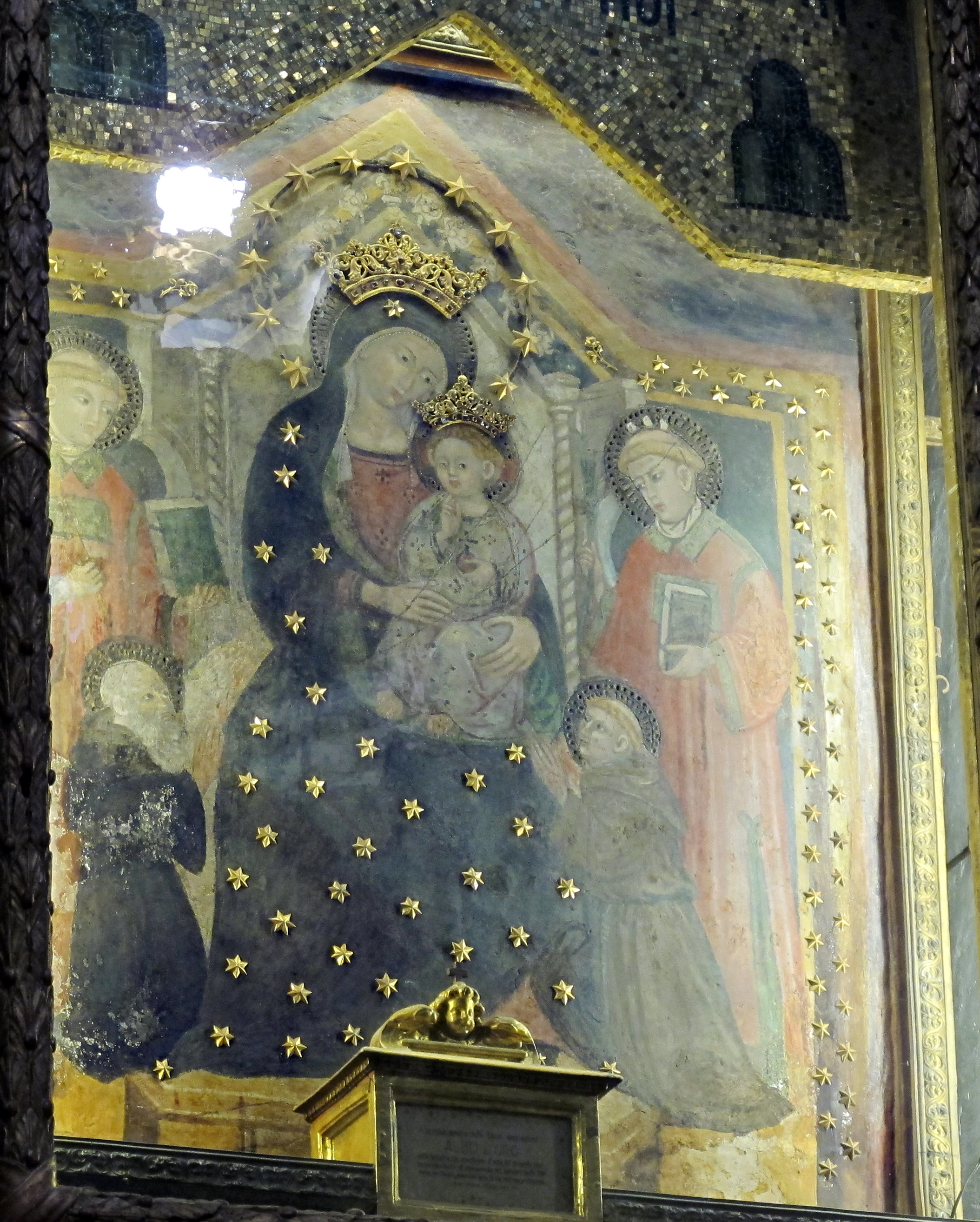
Santa Maria dei Monti (séc. XV) no altar-mor
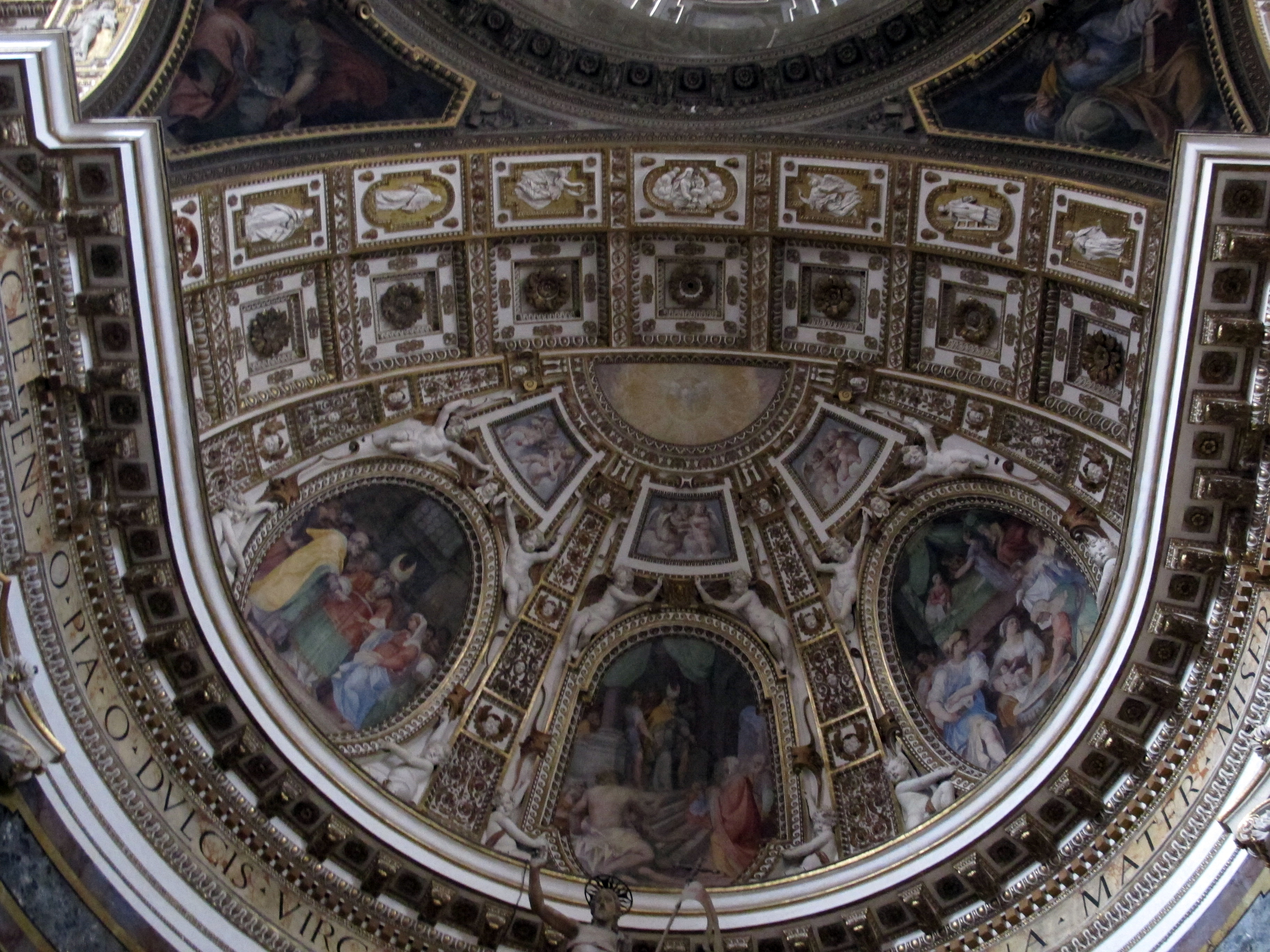
Semicúpula da abside, de Jacinto Gimignani
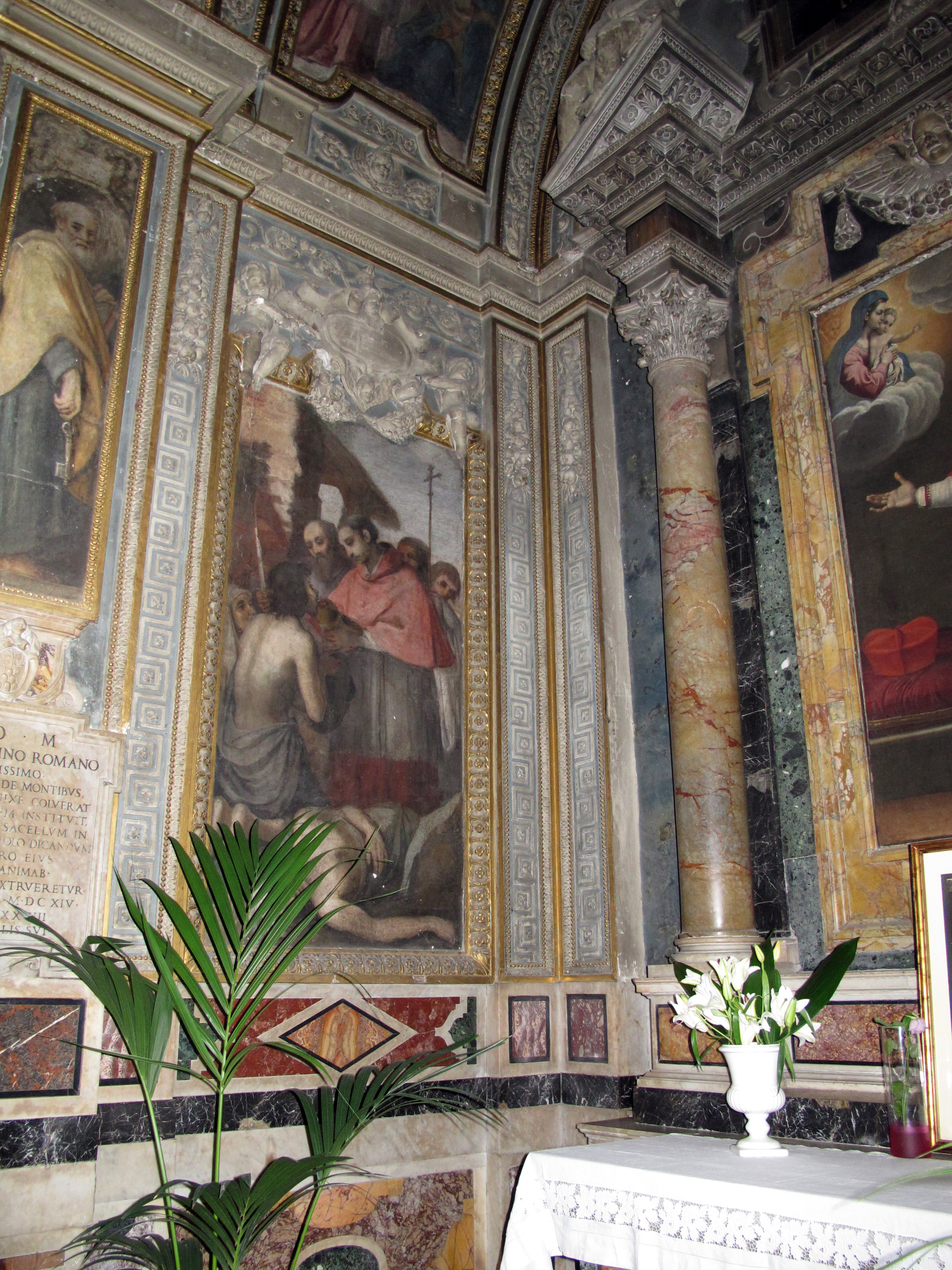
Afresco de São Carlos Borromeo